# جذر تربيعي صحيح
في نظرية الأعداد، الجذر التربيعي الصحيح (بالإنجليزية: Integer square root)‏ لعدد صحيح موجب n هو أكبر عدد صحيح يبقى أصغر من أو يساوي الجذر التربيعي ل n.
{\displaystyle {\mbox{isqrt}}(n)=\lfloor {\sqrt {n}}\rfloor .}
على سبيل المثال، {\displaystyle {\mbox{isqrt}}(27)=5} لأن {\displaystyle 5\cdot 5=25\leq 27} و {\displaystyle 6\cdot 6=36>27}.

## وصلات خارجية
- A نظرة هندسية لخوارزمية حساب الجذر التربيعي